# Júnior Santos
José Antonio dos Santos Júnior (11 de octubre de 1994), conocido futbolísticamente como Júnior Santos, es un futbolista brasileño que juega como delantero en el Atlético Mineiro del Campeonato Brasileño de Serie A.

## Carrera

#### Inicio
Nacido en Conceição do Jacuípe y de familia humilde, Júnior comenzó su carrera tarde, a los 22 años, sin jugar en las categorías inferiores. Habiendo perdido a su madre muy temprano, a los ocho años, Júnior compaginó su trabajo como albañil y cajero de supermercado con la pesada rutina del fútbol amateur, recibiendo como premio comidas y alrededor de 400 reales por juego para ayudar a mantener a su familia.

## Estilo de juego
Además de su buena altura (1,88 m), fuerza física y velocidad, Júnior Santos también tiene como principal atributo la versatilidad, pudiendo jugar en todas las posiciones de ataque.[cita requerida]

## Trayectoria

### Clubes
| Club                         | País   | Año           |
| ---------------------------- | ------ | ------------- |
| Osvaldo Cruz F. C.           | Brasil | 2017          |
| Ituano F. C.                 | Brasil | 2018-2019     |
| A. A. Ponte Preta (cedido)   | Brasil | 2018          |
| Fortaleza E. C. (cedido)     | Brasil | 2019          |
| Kashiwa Reysol               | Japón  | 2019-2020     |
| Yokohama F. Marinos (cedido) | Japón  | 2020          |
| Sanfrecce Hiroshima          | Japón  | 2021-2023     |
| Botafogo (cedido)            | Brasil | 2022          |
| Fortaleza E. C.              | Brasil | 2023          |
| Botafogo                     | Brasil | 2023-2025     |
| Atlético Mineiro             | Brasil | 2025-presente |

### Hat-tricks
| 1 | 14 de noviembre de 2020 | Estadio Nissan, Yokohama         | Yokohama Marinos - Urawa Red Diamonds |  | 6 - 2 | J1 League 2020         |
| 2 | 28 de febrero de 2024   | Estadio Olímpico, Río de Janeiro | Botafogo - Club Aurora                |  | 6 - 0 | Copa Libertadores 2024 |

## Palmarés

### Torneos regionales
| Título              | Equipo           | Estado/Región   | Año  |
| ------------------- | ---------------- | --------------- | ---- |
| Campeonato Cearense | Fortaleza E. C.  | Ceará           | 2019 |
| Copa do Nordeste    | Fortaleza E. C.  | Región Nordeste | 2019 |
| Campeonato Cearense | Fortaleza E. C.  | Ceará           | 2023 |
| Taça Río            | Botafogo F. R.   | Río de Janeiro  | 2023 |
| Taça Río            | Botafogo F. R.   | Río de Janeiro  | 2024 |
| Campeonato Mineiro  | Atlético Mineiro | Minas Gerais    | 2025 |

### Torneos nacionales
| Título               | Equipo         | País   | Año  |
| -------------------- | -------------- | ------ | ---- |
| J2 League            | Kashiwa Reysol | Japón  | 2019 |
| Campeonato Brasileño | Botafogo F. R. | Brasil | 2024 |

### Torneos internacionales
| Título                       | Equipo         | Sede         | Año  |
| ---------------------------- | -------------- | ------------ | ---- |
| Copa Libertadores de América | Botafogo F. R. | Buenos Aires | 2024 |

### Distinciones individuales
| Distinción                                         | Año  |
| -------------------------------------------------- | ---- |
| Máximo goleador de la Copa Libertadores (10 goles) | 2024 |